# Aéroport international Juwata
L'aéroport international Juwata de Tarakan (code IATA : TRK • code OACI : WALR) est situé dans l'île de Tarakan, dans la province indonésienne de Kalimantan du Nord. Les seules liaisons internationales sont pour l'instant avec Kota Kinabalu, la capitale de l'Etat malaisien de Sabah, et Tawau dans le même État.
En 1945, à la fin de la Seconde Guerre mondiale, l'aérodrome de Tarakan était le principal objectif des Alliés durant la bataille de Tarakan, au cours de la campagne de Bornéo.

## Situation
| Banda Aceh Denpasar Pangkal · Pinang Tanjung · Pandan Djakarta-Soekarno-Hatta Bengkulu Solo Semarang Pangkalan · Bun Palangkaraya Sampit Palu Djakarta-Halim Perdanakusuma Samarinda Malang Surabaya Balikpapan Ende Kupang Komodo Gorontalo Jambi Bandar Lampung Ambon Tarakan Ternate Manado Gunung · Sitoli Medan Wamena Biak Merauke Timika Jayapura Pekanbaru Batam Tanjung · Pinang Bau-Bau Banjarmasin Makassar Palembang Bandung Pontianak Ketapang Bima Lombok Manokwari Sorong Padang Yogyakarta |

## Compagnies et destinations
| Compagnies                           | Destinations                                                                                     |
| ------------------------------------ | ------------------------------------------------------------------------------------------------ |
| Batik Air                            | Balikpapan-Sultan-A.-M.-Sulaiman, Djakarta-S.-Hatta                                              |
| Garuda Indonesia                     | Balikpapan-Sultan-A.-M.-Sulaiman, Djakarta-S.-Hatta                                              |
| Lion Air                             | Balikpapan-Sultan-A.-M.-Sulaiman, Djakarta-S.-Hatta, Makassar-Sultan-Hasanuddin, Surabaya-Juanda |
| Malaysia Airlines opéré par MASwings | Tawau                                                                                            |
| Sriwijaya Air                        | Balikpapan-Sultan-A.-M.-Sulaiman                                                                 |
| Susi Air                             | Bunyu, Long Apung (en), Long bawan (en), Malinau (en), Nunukan, Tanjung Selor (en)               |
| Wings Air                            | Gorontalo-Jalaluddin, Manado-S. Ratulangi, Palu-Mutiara                                          |

Édité le 06/02/2018

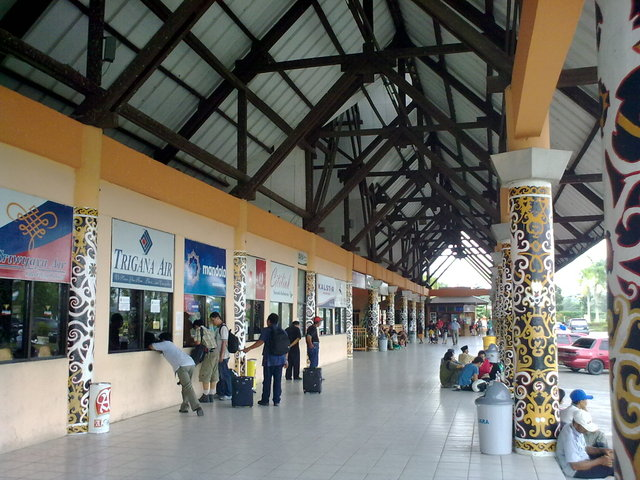
Hall de l'aéroport Juwata, Tarakan, Kalimantan du Nord, Indonésie.
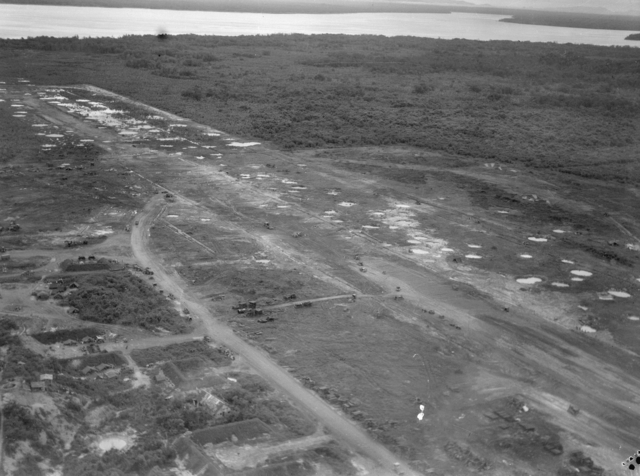
La piste de l'aérodrome de Tarakan (photo prise le 21 mai 1945).

## Base aérienne
Le 27 juillet 2009, l'armée de l'air indonésienne a inauguré la base aérienne de Juwata. Elle y a détaché trois Soukhoï Su-30 pour surveiller le secteur d'Ambalat, objet d'un contentieux avec la Malaisie voisine.